# Lijst van Griekse eilanden
Dit is een lijst van enkele van de meer dan 6000 eilanden van Griekenland.
Slechts 78 eilanden hebben 100 of meer inwoners.

## Kreta
Kreta en enkele kleine omliggende eilandjes vormen de regio Kreta:
- Kreta

- Chrisi
- Dia
- Gavdos
- Gavdopoula
- Kalidonia
- Koufonisi
- Paximadia
- Psira
- Spinalonga
- Presta

## Cycladen
De Cycladen vormen samen met de Dodekanesos de regio Zuid-Egeïsche Eilanden:
- Amorgos
- Anafi
- Andros
- Antiparos
- Aspronisi (onbewoond), behorende bij Santorini
- Christiani (onbewoond), behorende bij Santorini
- Delos
- Folegandros
- Ftena (onbewoond)
- Ios
- Iraklia
- Kea
- Keros
- Kimolos
- Kithnos
- Makronisos
- Milos
- Mykonos
- Naxos
- Néa Kaméni (onbewoond), behorende bij Santorini
- Paléa Kaméni (onbewoond), behorende bij Santorini
- Paros
- Poliegos
- Rinia
- Santorini (Thera)
- Schinousa
- Serifos
- Sifnos
- Sikinos
- Syros
- Tinos
- Thirasia, behorende bij Santorini

## Dodekanesos
De Dodekanesos vormen samen met de Cycladen de regio Zuid-Egeïsche Eilanden:
- Astypalaia
- Agathonisi
- Chalki
- Gyaros
- Kalymnos
- Karpathos
- Kasos
- Kastellorizo
- Kos
- Leros
- Lipsi
- Nisyros
- Patmos
- Rhodos
- Simi
- Tilos
- Plati
- Pserimos

## Eilanden in de noordelijke Egeïsche Zee
De eilanden in het uiterste noorden van de Egeïsche Zee behoren tot de regio Oost-Macedonië en Thracië:
- Limnos
- Orestis
- Samothrake
- Thasos

## Eilanden in de oostelijke Egeïsche Zee, voor de Turkse kust
De eilanden voor de Turkse kust vormen de regio Noord-Egeïsche Eilanden:
- Arginusae
- Chios
- Oinousses
- Psara
- Antipsara
- Fourni
- Thymena
- Ikaria
- Lesbos
- Agios Efstratios
- Samos

## Sporaden
De Sporaden behoren tot twee verschillende regio's:
- Adhelfopoulo (onbewoond)
- Alonissos: regio Thessalië
- Evia of Euboea: regio Centraal-Griekenland
- Gioura: regio Thessalië
- Kyra Panagia: regio Thessalië
- Peristera: regio Thessalië
- Piperi: regio Thessalië
- Skantzoura: regio Thessalië
- Skiathos: regio Thessalië
- Skopelos: regio Thessalië
- Skyropoula: regio Centraal-Griekenland
- Skyros: regio Centraal-Griekenland

## Ionische Eilanden
De eilanden in de Ionische Zee, op Elafonisos en Kythira na, vormen de regio Ionische Eilanden:
- Antipaxi
- Atokos
- Corfu of Korfoe
- Erikoussa
- Kalamos
- Kastos
- Ithaka
- Kefalonia
- Lefkada
- Mathraki
- Meganisi
- Skorpios
- Paxi
- Zakynthos

- Elafonisos hoort bij de regio Peloponnesos
- Kythira hoort historisch bij de Ionische Eilanden, maar nu bij de regio Attica

## Saronische Eilanden
De Saronische Eilanden horen bij de regio Attica:
- Agios Georgios
- Aegina
- Angistri
- Hydra
- Poros
- Salamina
- Spetses
- Spetsopoula
- Dokos
- Trikeri